# Presó d'Alcalá Meco
La presó d'Alcalá Meco se situa en el terme municipal d'Alcalá de Henares (Espanya), proper a Meco.
És un centre penitenciari arquitectònicament únic a Espanya, ja que es va construir el 1981 segons un model suís d'alta seguretat que després no es va implementar. Alcalá Meco (Madrid II) és una antiga presó d'alta seguretat que ara es fa servir per custodiar a interns penats i preventius (a l'espera de sentència) que depenen de l'Audiència Nacional o que siguin naturals de la zona.
Compta amb una població d'interns que ronda els 1.000 reclusos, dividits en dues zones simètriques de reclusió, independents la una de l'altra, i que només comparteixen els serveis auxiliars d'oficines, accessos, cuina i poliesportiu amb pista exterior de futbol, on l'equip de la presó disputava els seus partits, ja que participava en la lliga de tercera Regional de futbol.
La seva fama mediàtica li ve d'haver estat lloc de reclusió de personatges tan famosos com José María Ruiz-Mateos, Mario Conde, Mariano Rubio o Julián Sancristóbal, o els presos polítics catalans.